# Liste des châteaux de l'Yonne
Cet article recense de manière non exhaustive les châteaux (de défense ou d'agrément), maisons fortes, mottes castrales, situés dans le département français de l'Yonne. Il est fait état des inscriptions et classements au titre des monuments historiques.

## Liste
| Icône            | Signification    | Abréviations             | Abréviations                  | Abréviations             | Abréviations           |
| ---------------- | ---------------- | ------------------------ | ----------------------------- | ------------------------ | ---------------------- |
| Château fort     | Château fort     | = Bastide                | = Ferme fortifiée             | = Maison forte           | = (Néo-)Palladianisme  |
| Renaissance      | Renaissance      | = Château gascon         | = Folie (montpelliéraine)     | = Manoir, Gentilhommière | = Résidence épiscopale |
| Domaine viticole | Domaine viticole | = Classicisme, classique | = Forteresse, fort(ification) | = Maison (noble)         | = Style Beaux-Arts     |
| Palais           | Palais           | = Commanderie            | = Gothique (flamboyant)       | = Néo-baroque            | = Style Second Empire  |
| Ruine ou disparu | Ruine, disparu   | = Château pinardier      | = Hôtel particulier           | = Néo-classique          | = Style italianisant   |
|                  |                  | = Demeure seigneuriale   | ... = Style Louis XII...XVI   | = Néo-gothique           | = Style troubadour     |
|                  |                  | = Éclectisme             | = Logis (seigneurial)         | = Néo-Renaissance        | = Villa (de Nice)      |
| Baroque, rococo  | Baroque, rococo  | = Édifice religieux      | = Motte castrale/féodale      | = Pavillon de chasse     | = Styles du XXe siècle |

| Type                                                     | Château                                 | Commune                     | Protection                                                                                  | Notes                                                                                         | Coordonnées                 | Illustration |
| -------------------------------------------------------- | --------------------------------------- | --------------------------- | ------------------------------------------------------------------------------------------- | --------------------------------------------------------------------------------------------- | --------------------------- | ------------ |
| Palais · Renaissance                                     | Château d'Ancy-le-Franc                 | Ancy-le-Franc               | Classé MH (1983, 2003) · Notice no PA00113570 · Notice no IA89000350 · Notice no IA89000451 | XVIe et XVIIe siècles, XVIIIe siècle, Seconde Renaissance (1540 à 1559/1564), visitable       | 47° 46′ 27″ N, 4° 09′ 42″ E |              |
| Néo-gothique                                             | Château de Boisrond (de Bussy-le-Repos) | Bussy-le-Repos              |                                                                                             | XIXe siècle                                                                                   | 48° 04′ 01″ N, 3° 15′ 21″ E |              |
| Château fort · Renaissance · Néo-classique               | Château de Chastellux                   | Chastellux-sur-Cure         | Inscrit MH (1925, 1989) · Classé MH (1976) · Notice no PA00113641                           | XIIe et XIIIe siècles, XVIIe et XVIIIe siècles, visitable                                     | 47° 23′ 32″ N, 3° 53′ 25″ E |              |
| Manoir, gentilhommière                                   | Manoir du Chastenay                     | Arcy-sur-Cure               | Inscrit MH (1971) · Classé MH (1971) · Notice no PA00113575 · Notice no IA00002743          | XIVe et XVIe siècles                                                                          | 47° 35′ 50″ N, 3° 45′ 34″ E |              |
| Château fort                                             | Château de Châtel-Gérard                | Châtel-Gérard               | Notice no IA89000014                                                                        | Moyen Âge                                                                                     | 47° 37′ 51″ N, 4° 05′ 50″ E |              |
| Château fort · Classicisme, classique · Ruine ou disparu | Château de Chaumot                      | Chaumot                     |                                                                                             | Xe et XVIIIe siècles                                                                          | 48° 04′ 37″ N, 3° 13′ 12″ E |              |
| Château fort · Classicisme, classique                    | Château de Chevillon                    | Chevillon                   | Inscrit MH (1985) · Notice no PA00113647                                                    | XVe et XVIIe siècles                                                                          | 47° 55′ 21″ N, 3° 10′ 21″ E |              |
| Palais                                                   | Palais du Condé (Hôtel Condé)           | Avallon                     | Inscrit MH (1990) · Notice no PA00113969                                                    | XVIIIe siècle, musée du costume                                                               | 47° 29′ 17″ N, 3° 54′ 30″ E |              |
| Château fort · Classicisme, classique                    | Château de Domecy-sur-Cure              | Domecy-sur-Cure             | Inscrit MH (1986) · Notice no PA00113674                                                    | XVe et XVIIe siècles                                                                          | 47° 24′ 40″ N, 3° 47′ 52″ E |              |
| Château fort · Ruine ou disparu                          | Château de Druyes                       | Druyes-les-Belles-Fontaines | Classé MH (1924) · Notice no PA00113676                                                     | XIIe siècle, visitable                                                                        | 47° 32′ 55″ N, 3° 25′ 22″ E |              |
| Maison forte                                             | Château d'Étaules                       | Étaule                      |                                                                                             | XVIe siècle                                                                                   | 47° 31′ 14″ N, 3° 55′ 23″ E |              |
| Château fort                                             | Château de Faulin                       | Lichères-sur-Yonne          | Classé MH (1993) · Notice no PA00113730 · Notice no IA89000388                              | XVe et XVIe siècles                                                                           | 47° 31′ 04″ N, 3° 35′ 48″ E |              |
| Château fort · Renaissance                               | Château de Fleurigny                    | Thorigny-sur-Oreuse         | Classé MH (1889, 1930) · Notice no PA00113900                                               | Moyen Âge, XVIe siècle                                                                        | 48° 17′ 42″ N, 3° 21′ 47″ E |              |
| Château fort                                             | Château de Guédelon                     | Treigny                     |                                                                                             | Réplique d'un château du XIIIe siècle utilisant les outils et méthodes de l'époque, visitable | 47° 35′ 01″ N, 3° 09′ 20″ E |              |
| Château fort · Forteresse, fort(ification)               | Porte de Joigny                         | Villeneuve-sur-Yonne        | Classé MH (1862) · Notice no PA00113949 · Notice no PA00113946                              | Moyen Âge                                                                                     | 48° 04′ 49″ N, 3° 17′ 38″ E |              |
| Château fort · Édifice religieux · Ruine ou disparu      | Château de Jully                        | Jully                       | Notice no IA89000635                                                                        | Moyen Âge, est devenu un monastère, un seul bâtiment est conservé                             | 47° 46′ 32″ N, 4° 17′ 48″ E |              |
| Château fort                                             | Château de Marsangy                     | Marsangy                    |                                                                                             |                                                                                               |                             |              |
| Renaissance                                              | Château de Maulnes                      | Cruzy-le-Châtel             |                                                                                             | Visitable                                                                                     |                             |              |
| Classicisme, classique                                   | Château de Montjalin                    | Sauvigny-le-Bois            | Inscrit MH (1988) · Notice no PA00113846                                                    | XVIIIe siècle                                                                                 | 47° 31′ 11″ N, 3° 58′ 55″ E |              |
| Ruine ou disparu                                         | Château de Montréal                     | Montréal                    |                                                                                             | Disparu                                                                                       |                             |              |
| Ruine ou disparu                                         | Château de Noyers-sur-Serein            | Noyers                      |                                                                                             | Site visitable, ruines en cours de restauration                                               |                             |              |
| Renaissance                                              | Château de Nuits                        | Nuits (Yonne)               |                                                                                             | Visitable                                                                                     |                             |              |
| Manoir, gentilhommière · Renaissance                     | Château de Palteau                      | Armeau                      |                                                                                             |                                                                                               |                             |              |
| Renaissance                                              | Château de Passy                        | Passy                       |                                                                                             |                                                                                               |                             |              |
| Château fort                                             | Château de Piffonds                     | Piffonds                    |                                                                                             |                                                                                               |                             |              |
| Château fort                                             | Château de Pisy                         | Pisy                        |                                                                                             |                                                                                               |                             |              |
| Château fort                                             | Château de Ragny                        | Savigny-en-Terre-Plaine     |                                                                                             |                                                                                               |                             |              |
| Château fort                                             | Château de Ratilly                      | Treigny                     |                                                                                             | XVe et XVIe siècles, visitable                                                                | 47° 33′ 15″ N, 3° 10′ 02″ E |              |
| Renaissance                                              | Château de Saint-Fargeau                | Saint-Fargeau               |                                                                                             | Visitable                                                                                     | 47° 38′ 22″ N, 3° 04′ 19″ E |              |
| Château fort · Ruine ou disparu                          | Château de Saint-Sauveur-en-Puisaye     | Saint-Sauveur-en-Puisaye    | Classé MH (1996) · Notice no PA00113839                                                     | Moyen Âge                                                                                     | 47° 37′ 04″ N, 3° 11′ 56″ E |              |
| Ruine ou disparu                                         | Château des Salles                      | Villeneuve-sur-Yonne        |                                                                                             | Disparu                                                                                       |                             |              |
| Palais · Résidence épiscopale                            | Palais archiépiscopal de Sens           | Sens                        | Classé MH (1862, 1909, 2014) · Notice no PA00113852 · Notice no M0189                       | Moyen Âge, XVIIe et XVIIIe siècles                                                            | 48° 11′ 51″ N, 3° 17′ 03″ E |              |
| Renaissance                                              | Château de Tanlay                       | Tanlay                      |                                                                                             | Visitable                                                                                     |                             |              |
| Renaissance                                              | Château de Vallery                      | Vallery                     |                                                                                             |                                                                                               |                             |              |
| Néo-Renaissance                                          | Château de Vassy-le-Bois                | Étaule                      | Inscrit MH (1995) · Notice no PA00135714 · Notice no IA89000416                             | XIXe siècle                                                                                   | 47° 32′ 17″ N, 3° 55′ 03″ E |              |
| Ruine ou disparu                                         | Château de Vauguillain                  | Saint-Julien-du-Sault       |                                                                                             |                                                                                               |                             |              |
| Château fort · Classicisme, classique                    | Château de Vault-de-Lugny               | Vault-de-Lugny              | Classé MH (1971) · Notice no PA00113923                                                     | Moyen Âge, XVIe et XVIIe siècles                                                              | 47° 29′ 46″ N, 3° 51′ 14″ E |              |